# يوزيف موتشا
يوزيف موتشا (بالمجرية: Mucha József)‏ هو مدرب كرة قدم ولاعب كرة قدم مجري في مركز الوسط، ولد في 25 أكتوبر 1951 في Máza ‏ في المجر. لعب مع كونينكليجك سبورتفرينغنغ فاريغيم ونادي فيرينتسفاروشي.